# Miramella lofaoshana
Miramella lofaoshana är en insektsart som först beskrevs av Tinkham 1936.  Miramella lofaoshana ingår i släktet Miramella och familjen gräshoppor. Inga underarter finns listade i Catalogue of Life.